# علي خليفة الكواري
علي خليفة الكواري (مواليد 1941) ناشط ديمقراطي ومؤلف وأستاذ قطري. شغل عدة مناصب في قطاع النفط. معروف بتحرير كتاب «الشعب يريد الإصلاح» في قطر أيضا والذي تم حظره في وقت لاحق في قطر بسبب وجهات نظره النقدية للسياسات الحكومية. هو أحد الدعاة الرئيسيين للإصلاح السياسي في البلاد.

## التعليم
حصل على شهادة البكالوريوس في إدارة الأعمال من جامعة دمشق في عام 1966 وحصل على درجة الدكتوراه في الفلسفة من جامعة درم في عام 1974.

## المسيرة المهنية
بدأ الكواري حياته المهنية في قطاع النفط والغاز في قطر حيث شغل منصب نائب رئيس مجلس إدارة شركة قطر للغاز المسال والشركة الوطنية للمنتجات البترولية. كما شغل منصب رئيس اللجنة المشتركة بين قطر والمملكة المتحدة للتعاون الاقتصادي. من عام 1975 إلى عام 1982 عمل أستاذا اقتصاديا في جامعة قطر. شارك في تأسيس مشروع الدراسات الديمقراطية في المقاطعات العربية في عام 1991 مع راغد الصلح.
نشر أبحاثا عن الحركة القومية القطرية لعام 1963. يتتبع الكواري هذه الحركة باعتبارها أصل المعارضة لسياسات الحكومة ومطالب الإصلاح في البلاد. يستضيف اجتماعا شهريا يعرف باسم اجتماعات الاثنين حيث يناقش المواطنون القطريون القضايا المتعلقة بالإصلاح.
في مقابلة مع مؤسسة هاينريش بول الشرق الأوسط علق على الخلل الديموغرافي بين الأجانب والمواطنين في قطر مدعيا أن الحكام يستفيدون من هذا الخلل. مضى يقول أن الخلل يمكن أن «يقتلع المجتمع القطري ويمحو هويته وثقافته ويأخذ لغته الأم العربية خارج الدورة الدموية».

### الشعب يريد الإصلاح في قطر أيضا
في عام 2012 نشر كتاب «الإصلاح الشعبي في قطر» أيضا بعد محادثات متتالية استمرت لمدة عام مع 60 كتابا قطريا آخرا شكلوا مجموعة «القطريين للإصلاح». ينتقد المؤلفون السياسة الاقتصادية التي لا يمكن التنبؤ بها في البلاد وانعدام الشفافية. كما تتناول مواضيع مثل التعليم والاعتماد المفرط على الولايات المتحدة وتدني استخدام اللغة العربية في الإدارة والتعليم. إلا أن الكتاب منع من البيع لانتقاده العائلة المالكة القطرية آل ثاني.
في مقدمة الكتاب يسلط الكواري الضوء على أربع عقبات رئيسية أمام الإصلاح: عدم توفر المعلومات المتعلقة بالشؤون العامة وعدم الشفافية في صنع القرار وعدم وجود مجتمع مدني حر ومستقل والحدود غير الواضحة بين القطاعين العام والخاص بالإضافة إلى الإدارة الفرعية لهذه القطاعات. علاوة على ذلك يقترح الكتاب تعديلات على إدارة البلد ويصف السبل التي يمكن بها تنفيذ التغييرات.
على الرغم من أن السلطات المحلية سمحت بنشر هذا الكتاب فقد تم فرض رقابة على مدونة الكواري وتم حظر الكتاب في قطر.
كتب سابقا في العديد من الأعمال التي ينتقد فيها غياب الديمقراطية في الدول العربية.

## مؤلفاته
- دور المشروعات العامة في التنمية الإقتصادية، صدر ضمن سلسلة عالم المعرفة سنة 1981م.[15]